# Enyaliopsis
Enyaliopsis is een geslacht van rechtvleugeligen uit de familie sabelsprinkhanen (Tettigoniidae). De wetenschappelijke naam van dit geslacht is voor het eerst geldig gepubliceerd in 1887 door Karsch.

## Soorten
Het geslacht Enyaliopsis omvat de volgende soorten:
- Enyaliopsis binduranus Péringuey, 1916
- Enyaliopsis bloyeti Lucas, 1885
- Enyaliopsis carolinus Sjöstedt, 1913
- Enyaliopsis durandi Lucas, 1884
- Enyaliopsis ephippiatus Gerstaecker, 1869
- Enyaliopsis guilielmi Sjöstedt, 1926
- Enyaliopsis ilala Glenn, 1991
- Enyaliopsis inflatus Weidner, 1941
- Enyaliopsis jennae Glenn, 1991
- Enyaliopsis maculipes Sjöstedt, 1926
- Enyaliopsis matabelensis Sjöstedt, 1913
- Enyaliopsis monsteri Glenn, 1991
- Enyaliopsis mulanje Glenn, 1991
- Enyaliopsis nyala Glenn, 1991
- Enyaliopsis nyasa Glenn, 1991
- Enyaliopsis nyika Glenn, 1991
- Enyaliopsis obuncus Bolívar, 1882
- Enyaliopsis parduspes Glenn, 1991
- Enyaliopsis petersii Schaum, 1853
- Enyaliopsis robustus Weidner, 1957
- Enyaliopsis selindae Glenn, 1991
- Enyaliopsis transvaalensis Péringuey, 1916
- Enyaliopsis viphya Glenn, 1991